# The Twilight Saga: Breaking Dawn – Part 1
The Twilight Saga: Breaking Dawn – Part 1 (br: A Saga Crepúsculo: Amanhecer – Parte 1; pt: A Saga Twilight: Amanhecer – Parte I), comumente conhecido como Amanhecer – Parte 1, é um filme estadunidense, dos gêneros fantasia e romance, lançado em 2011, sendo a quarta produção da série The Twilight Saga (2008-2012).
Dirigido por Bill Condon, e com roteiro escrito por Melissa Rosenberg, como nas produções anteriores, o filme é a adaptação da primeira parte do livro Amanhecer (2008), de Stephenie Meyer, o qual encerra a saga Twilight (2005-2008). Kristen Stewart, Robert Pattinson e Taylor Lautner novamente estrelaram a produção nos papéis de Bella Swan, Edward Cullen e Jacob Black, respectivamente.
Amanhecer é o último filme da franquia, e, semelhante ao que a Warner Bros. Pictures fizera com Harry Potter and the Deathly Hallows (2010), ele fora dividido em duas partes, Amanhecer - Parte 1, lançada em 18 de novembro de 2011, e Amanhecer - Parte 2, lançada em 16 de novembro de 2012. Posteriormente, a mesma estratégia comercial seria utilizada pela Lionsgate em The Hunger Games: Mockingjay (2015). Os direitos para adaptação da obra ao cinema pertencem à Summit Entertainment, a qual fora adquirida pela Lionsgate após o sucesso da franquia Twilight.
O filme arrecadou US$ 712 milhões mundialmente, sendo o quarto filme mais rentável de 2011, atrás de Harry Potter and the Deathly Hallows – Part 2, Transformers: Dark of the Moon e Pirates of the Caribbean: On Stranger Tides. Na América do Norte, Estados Unidos e Canadá, somou pouco mais de US$ 281 milhões, ocupando a terceira posição.

## Enredo
O filme começa com alguns personagens recebendo o convite para o casamento de Edward Cullen e Bella Swan. Quando Jacob recebe o convite fica com muita raiva, então ele viaja para o Canadá, pois sabe que se ficar, sua raiva falará mais alto. Chega o dia da cerimônia, Bella casa-se com Edward e os dois vão para sua lua de mel na ilha privada de Esme Cullen (um presente de Carlisle), localizada na costa do Rio de Janeiro no Brasil. Como Bella cumpre a sua parte do acordo com Edward, casando-se com ele, ele acaba por cumprir a dele. Logo, os dois têm sua primeira experiência sexual. No começo, Edward fica irritado consigo mesmo, já que Bella fica coberta de hematomas. Depois deste fato, Edward decide não "tocar" mais em Bella, pois sabe que se isso acontecer de novo, Bella poderia ficar mais machucada ainda. Os dias se passam, e Edward, a pedido de Bella concorda em tentar de novo. Assim, ocorre o inesperado: Bella fica grávida dele, o que todos achavam impossível, fazendo com que eles voltarem as pressas para a cidade de Forks. Edward e Carlisle Cullen decidem abortar a criança antes que esta mate Bella. Discordando da decisão deles, Bella conta com a ajuda de Rosalie Hale, que apoia a decisão dela ter esse filho, pois sempre teve o sonho de ser mãe assim como Bella. Ao descobrir que Bella está grávida, Sam, líder do bando de lobos, decide destruir a "criatura", julgando que seria um perigo para todos, pois não conseguiria controlar a sua sede por sangue. Jacob não concorda com isso, sabendo que se acontecesse, Bella morreria também. Apesar de seus argumentos, Sam se mostra irredutível e tenta obrigar Jacob e Seth (único membro do bando além deste a não apoiar o ataque) usando o seu domínio de alfa, a se juntarem ao bando no ataque aos Cullen, que defenderiam Bella e, consequentemente, o bebê. Jacob não aceita esse fato, optando por tomar posse de sua herança sanguínea de alfa, a qual nunca aceitou, por achar que Sam seria um melhor líder do que ele. Então Jacob abandona o bando, sendo seguido por Seth e, mais tarde, por Leah, a irmã de Seth. Eles avisam aos Cullen sobre os planos de Sam e eles se preparam para uma possível luta.
Bella ficava cada vez mais fraca, enquanto a gravidez avançava em uma velocidade anormal. Segundo Carlisle, sua chance de sobrevivência era quase nenhuma, porque o feto não era compatível com seu corpo. Ao saber disso, Jacob tem um pensamento que faz com que Edward perceba que talvez o bebê precise de sangue. Bella concorda em tomar sangue humano que Carlisle havia trazido do Hospital e sente-se melhor. Mas logo após escolher o nome do bebê (EJ, Edward Jacob, se fosse menino e Renesmee, junção de Renée e Esme, se fosse menina), o bebê fratura as costelas de Bella, partindo sua coluna vertebral. Bella é levada para uma espécie de enfermaria que Carlisle construiu em sua casa, para quando Bella tivesse a criança. Ao dar à luz em um parto bastante dramático, o coração de Bella não resiste e acaba parando. Jacob tenta reanimá-la, mas não consegue. Edward injeta seu veneno por meio de uma seringa diretamente no coração de Bella e morde seus principais pontos de circulação sanguínea; seu coração volta a bater com o choque do veneno e a conversão de humana para vampira se inicia. Os lobos da tribo Quileute finalmente chegam e a luta contra Os Cullen começa, mas em uma hora ao ver Renesmee, nome dado ao bebê, Jacob acaba tendo um imprinting (tipo de amor à primeira vista) com ela e o ataque dos lobisomens da tribo Quileute à pequena Renesmee Cullen é interrompido, pois uma pessoa alvo de um imprinting de um lobo não pode ser morta.
Logo depois, a Bella Swan começa a ser limpa por Alice Cullen e Rosalie Hale-Cullen, tendo as suas roupas sujas de sangue pelo parto trocadas. A transformação de Bella é silenciosa, isso devido a grande quantidade de morfina presente no organismo dela que a amordaçou e a impediu de gritar de dor. O processo de conversão de um humano para vampiro é conhecido por ser extremamente doloroso, sendo que a memória mais forte de um vampiro de sua vida humana é a própria dor da transformação, descrita por Alice como excruciante e semelhante a queimação. Bella sofre sozinha e, aos poucos, todos os ferimentos causados por Renesmee Carlie Cullen, como sua coluna vertebral e suas costelas quebradas são curadas e todas as mordidas de Edward Cullen pelo seu corpo se fecham; sua pele se torna extremamente pálida e sua aparência perfeita. Eventualmente, o coração de Bella para de bater e a conversão chega ao fim. O filme encerra quando Bella abre os olhos de vampira e observa acima de si. Após os créditos finais, há uma cena em que os Volturi na Itália recebem uma carta de Carlisle Cullen avisando que Bella já é vampira.

## Elenco

### Os Cullen e os Swan
- Kristen Stewart como Bella Swan/Cullen,[14] uma garota humana que se apaixonou por um vampiro e colocou sua vida em perigo ao engravidar dele, algo que não sabia ser possível.
- Robert Pattinson como Edward Cullen,[14] vampiro de pouco mais de 100 anos, capaz de ler pensamentos, que se apaixona por uma humana.
- Mackenzie Foy como Renesmee Cullen,[15] filha de uma humana com um vampiro, que cresce rapidamente e tem o dom de mostrar seus pensamentos para as pessoas.
- Peter Facinelli como Carlisle Cullen,[16] um vampiro médico, líder e figura paterna da família Cullen.
- Elizabeth Reaser como Esme Cullen,[17] esposa de Carlisle e figura materna dos Cullen.
- Ashley Greene como Alice Cullen,[18] uma vampira que têm visões subjetivas do futuro.
- Jackson Rathbone como Jasper Hale,[19] vampiro com a habilidade de influenciar as emoções das pessoas.
- Kellan Lutz como Emmett Cullen,[18] membro mais forte da família Cullen, que se irrita após Bella tornar-se recém-criada e temporariamente mais forte que ele.
- Nikki Reed como Rosalie Hale,[19] vampira descrita no romance como "a pessoa mais bonita do mundo". No começo ela não gosta de Bella por ela fazer escolhas que não seriam as delas, mas depois ela e Bella se tornam amigas, depois que ela duas lutam para proteger Renesmee. Se apega a Renesmee por ter um forte sentimento maternal, apesar de não poder ser mãe.
- Billy Burke como Charlie Swan,[16] pai de Bella e chefe da polícia de Forks.

### Tribo Quileute
- Taylor Lautner como Jacob Black,[14] transfigurador e líder (alfa) legítimo dos Quileutes, que se encontra em um situação complicada ao ter que decidir entre seu amor por Bella Swan e a inimizade dos lobos com os vampiros.
- Julia Jones como Leah Clearwater,[20] a primeira e única mulher conhecida pelos transfiguradores.
- Booboo Stewart como Seth Clearwater,[21] um garoto transfigurador e irmão mais novo de Leah, que torna-se amigo dos Cullen.
- Chaske Spencer como Sam Uley,[22] líder do bando de lobos de La Push.

### Os Volturi
- Michael Sheen como Aro,[23] o líder dos Volturi, um antigo clã italiano de vampiros. Tem a habilidade de ouvir os pensamentos que uma pessoa teve em qualquer momento, se tiver contato físico pegando sua mão direita.
- Christopher Heyerdahl como Marcus,[24] um dos líderes dos Volturi, que possui a habilidade de perceber a intensidade dos relacionamentos entre as pessoas.
- Jamie Campbell Bower como Caius,[25] um dos líderes dos Volturi.

### Outros vampiros
- MyAnna Buring como Tanya,[26] membro de clã Denali.
- Casey LaBow como Kate,[26] membro de clã Denali, tem a habilidade de produzir uma corrente elétrica através de sua pele, podendo incapacitar temporariamente outros vampiros.
- Maggie Grace como Irina,[27] membro do clã Denali, sente ódio quando encontra um dos membros da tribo Quileute (o Seth Clearwater), por sua tribo ter matado Laurent, seu ex-companheiro.
- Mia Maestro como Carmen,[26] membro do clã Denali.
- Christian Camargo como Eleazar,[26] membro do clã Denali, tem a habilidade de identificar quais são os dons dos outros vampiros ou até os dons que os humanos que talvez fossem transformados, e já fez parte da guarda dos Volturi.

### Humanos
- Sarah Clarke como Renée Dwyer, mãe humana de Bella.
- Ty Olsson como Phil Dwyer,[28] padrasto humano de Bella.
- Anna Kendrick como Jessica Stanley, antiga colega de turma de Bella.
- Michael Welch como Mike Newton,[29] antigo colega de turma de Bella.
- Christian Serratos como Angela Weber, antiga colega de turma de Bella e sua melhor amiga humana.
- Justin Chon como Eric Yorkie, antigo colega de turma de Bella, é também namorado de Angela.
- Sebastião Lemos como Gustavo, caseiro da ilha de Esme.
- Carolina Virgüez como Kaure, caseira da ilha de Esme.

## Produção

### Desenvolvimento
Em 2008, a produtora Summit Entertainment anunciou que havia adquirido os direitos para uma adaptação do livro "Amanhecer" para o cinema. O ator Robert Pattinson, que interpretou o vampiro Edward Cullen nos filmes anteriores, afirmou, em 2009, que havia planos para a produção de Amanhecer. Apesar disso, a realização do filme não foi confirmada oficialmente pela produtora na época, que lançou um anúncio oficial dizendo que "A Summit Entertainment espera trazer Amanhecer para o cinema, mas, nesse ponto, qualquer informação adicional é prematura". A própria Stephenie Meyer, autora do livro no qual o longa-metragem se baseia, explicou em seu site que, se uma adaptação para seu romance fosse criada, ela teria que ser dividida em dois filmes, porque o livro é muito longo. Ela também acreditava que era impossível fazer um filme devido a Renesmee Carlie Cullen (filha de Bella e Edward), que uma atriz não poderia interpretá-la porque ela é um bebê que tem plena consciência. Posteriormente, surgiram boatos de que a produção poderia vir a adotar uma tecnologia semelhante à usada por David Fincher no filme "The Curious Case of Benjamin Button" para mostrar o rápido crescimento da menina meio humana e meio vampira. Devido à natureza madura e explícita do livro "Amanhecer", fãs e críticos questionaram se o estúdio seria capaz de manter uma avaliação PG-13, observando que o filme não deve ser classificado como impróprio por causa da base de fãs cada vez maior.
A intérprete de Alice Cullen, a atriz Ashley Greene, afirmou que o filme começaria a ser rodado no primeiro semestre de 2010, e o produtor Wyck Godfrey, que as filmagens seriam iniciadas no outono estadunidense, logo após o lançamento oficial de seu antecessor o filme "Eclipse". Mais tarde, o estúdio afirmou que as gravações começariam em setembro de 2010, em Vancouver.
Em março de 2010, a Variety informou que a a produtora Summit Entertainment estava pensando em dividir o livro de quase 800 páginas em dois filmes, da mesma forma que a Warner Bros fizera com o filme Harry Potter and the Deathly Hallows: Parte 1. Um mês depois, Bill Condon foi escolhido para dirigir o longa-metragem. O diretor constava na lista que a produtora estava sondando para o cargo, que incluía também Sofia Coppola e Gus Van Sant.

"Para mim, os personagens [de Stephenie Meyer] são simultaneamente atemporais, mas ainda assim muito modernos. […] Experimentam emoções que são primais e universais: desejo, desespero, inveja, e isso tudo se materializa em 'Amanhecer'. Este é um capítulo final no melhor sentido. Não apenas em escopo e escala, mas emocionalmente carregado e intenso do começo ao fim".

Bill Condon, diretor de Amanhecer
O estúdio confirmou oficialmente, em 10 de junho de 2010, uma adaptação de duas partes para o quarto livro da série, justificando esta decisão com a preocupação entre os envolvidos de que talvez não fosse possível colocar todos os elementos que os fãs esperavam em apenas um filme. No mesmo mês, Melissa Rosenberg declarou em uma entrevista que a decisão sobre onde dividir o filme ainda não fora tomada, mas que "achava que tudo se resumia a Bella como humana e Bella como vampira", insinuando um ponto de separação em potencial. No entanto, ela acrescentou que Bill Condon provavelmente discordaria da afirmação, explicando que a decisão final seria dele. Posteriormente, o Wyck Godfrey confirmou as palavras da roteirista, dizendo que a primeira parte "cobriria o casamento, a lua de mel e o nascimento de Renesmee". Stephenie Meyer, a escritora da série de livros Twilight, que participa do projeto como produtora oficial, corroborou as afirmações de seus colegas de produção, declarando em entrevista ao "USA Today" que a Parte I terminaria "quando Bella abrir os olhos como vampira". Em 3 de agosto de 2010, a previsão da data de estreia da segunda parte foi dada.
Cogitou-se a ideia de Amanhecer ser feito em 3D, porém, em 21 de setembro de 2010, um representante da Summit Entertainment confirmou que os dois filmes finais da série não seriam produzidos com o uso de câmeras ou tecnologia desse tipo. Meses antes, Wyck Godfrey dissera que estava considerando lançar pelo menos a segunda parte em 3D, para diferenciar entre o tempo antes e após Bella se tornar uma vampira, mas isso não aconteceu. Em outubro de 2010, o diretor Bill Condon lançou uma nota aos fãs falando da equipe técnica que estava montando para ajudá-lo na produção. Entres eles estão profissionais que trabalharam nos filmes como: "Avatar", "The Curious Case of Benjamin Button", "300" e em "Pan's Labyrinth".

### Escolha do elenco
Em maio de 2010, Billy Burke e Peter Facinelli foram os primeiros atores do elenco original a serem confirmados para as duas partes de Amanhecer. Inicialmente, surgiram dúvidas com relação à volta dos atores Ashley Greene e Kellan Lutz por causa de problemas nas negociações do cachê com o estúdio, porém ambos foram novamente incorporados aos filmes. Em junho de 2010, os atores Kristen Stewart, Robert Pattinson e Taylor Lautner, bem como todos os demais integrantes da família Cullen, foram confirmados na adaptação. Os intérpretes dos três protagonistas (Stewart, Pattinson e Lautner) deverão receber, cada um, US$25 milhões para estrelar as duas partes de Amanhecer, além de 7,5% de participação na bilheteria; a New York Magazine calculou que cada um deles deva receber até US$41 milhões.
Em setembro de 2010, a atriz Maggie Grace, a intérprete de Irina, foi confirmada na produção. Posteriormente, os nomes de todos os outros atores que compõem o Clã Denali foram divulgados.
Em setembro de 2010, uma matéria da Entertainment Weekly dizia que a atriz mirim estadunidense Mackenzie Foy poderia ter sido a escolhida do estúdio para interpretar a personagem Renesmee Carlie Cullen nos cinemas. Semanas depois, a atriz foi oficializada no elenco pela própria autora da série, a Stephenie Meyer, via página oficial dos filmes no Facebook. Sobre a escolha de Foy para o papel, o produtor Wyck Godfrey declarou: "Encontramos em Mackenzie todas as qualidades que estávamos procurando em uma atriz para ocupar o papel de Renesmee. Ela é uma jovem atriz muito talentosa, e mal podemos esperar para ver o que ela trará para o seu papel". Contudo, Foy não será a única a interpretar a personagem. Uma vez que a atriz é maior do que a descrição de Renesmee no livro, o estúdio anunciou que as atrizes Eliza Faria, Rachel St. Gelais e Sierra Pitkin retratarão a criança ao longo de seu rápido crescimento. O processo foi feito com uso de tecnologia digital, onde o rosto de Mackenzie Foy será colocado no corpo das atrizes de diferentes idades.
Em dezembro de 2010, o estúdio lançou uma nota dizendo que o ator Ty Olsson interpretaria Phil Dwyer, padrasto de Bella Swan, que fora retratado no filme "Crepúsculo" (2008) pelo ator Matt Bushell. A contratação do ator havia sido anunciada anteriormente, sem especificar o personagem que ele viveria, junto de outros sete nomes, todos descritos como "colegas de elenco coadjuvantes para o filme".

### Filmagens
A fim de manter o orçamento de ambas as partes de Amanhecer razoáveis, uma vez que seriam substancialmente maiores que as parcelas anteriores da série, filmagens em Luisiana estavam sendo negociadas no início de 2010. As gravações no estado dariam créditos fiscais mais elevados, onde um estúdio de médio porte como a Summit Entertainment se beneficiaria. Em junho de 2010, o estúdio divulgou que as locações escolhidas foram Baton Rouge, em Luisiana, nos Estados Unidos, e Vancouver, Canadá. Meses depois, foi confirmado que ocorreriam cinco dias de filmagens no estado brasileiro do Rio de Janeiro, em parceria com a produtora RioFilme.
Os filmes foram filmados em sequência, porém não de forma a seguir a cronologia do livro. No Brasil, as gravações ocorreram entre os dias 07 e 12 de novembro, envolvendo apenas os atores Robert Pattinson e Kristen Stewart. As cenas foram rodadas primeiramente na Marina da Glória e no bairro da Lapa, e depois em uma cachoeira e uma praia no Saco do Mamanguá, em Paraty.
Finalizada a primeira etapa de filmagens, a produção deslocou-se então para a Luisiana. O início das filmagens no estado ocorreu em 16 novembro de 2010 no Raleigh Studios Baton Rouge, no Celtic Media Centre, e terminou na segunda quinzena de fevereiro de 2011. Algumas cenas teriam sido filmadas em Aresnal Park usando telas verdes ao fundo - próprias para uso de efeitos especiais. A produção dos dois filmes de Amanhecer foi um dos filmes mais lucrativos para Baton Rouge, uma vez que a produção dos dois filmes rendeu cerca de US$100 milhões aos trabalhadores e empresários da cidade.
A produção seguiu então para Vancouver, onde foram finalizadas ambas as partes, em abril de 2011. Em 11 de março de 2011, o estúdio lançou uma nota declarando que as gravações haviam sido momentaneamente suspensas, dizendo: "devido ao aconselhamento do tsunami, as filmagens de The Twilight Saga: Breaking Dawn foram adiadas". O citado tsunami refere-se ao sismo seguido de tsunami que atingiu o Japão naquela madrugada, gerando alertas para vários países, ilhas e regiões, como Washington, Alasca e Colúmbia Britânica, onde ocorriam as filmagens. Pouco depois, a Summit Entertainment anunciou que "todo o elenco e equipe foram evacuados para o acampamento-base da produção do filme. Todos estão sãos e salvos". Posteriormente, as gravações foram reiniciadas na cidade de Squamish, na Colúmbia Britânica, mas algumas cenas foram filmadas no Teatro Orpheum, em Vancouver, com a polícia local cobrindo todas as entradas do teatro. A cena do casamento na Parte I também foi realizada sob forte esquema de segurança. Policiais cercaram o set de gravações, e lençóis e guarda-chuvas eram usados para proteger o local, visando evitar fotografias aéreas. Segundo os atores Kellan Lutz e Peter Facinelli, chovia muito no dia das gravações do casamento, porém Facinelli acrescentou que "isso não seria visto no filme" e que esta cena ficou "muito bonita". A atriz Kristen Stewart revelou que ficou ansiosa para a gravação do matrimônio, e que esperou por 4 anos (a partir do início da franquia) para que este momento finalmente acontecesse. O vestido de noiva usado por sua personagem, a Bella Swan, para o grande evento foi desenhado pela estilista famosa Carolina Herrera. A partir de janeiro de 2012, o modelo de vestido foi vendido na loja oficial de Carolina Herrera. O vestido longo, de mangas compridas, o vestido é  feito de cetim e renda francesa Chantilly, que aparece nos punhos nas costas, e leva 17 botões em cada manga, mais outros 152, usados para fechar o vestido na parte traseira. Para combinar, sapatos de salto alto com enfeite brilhante criados por Manolo Blahnik.

### Música
Em 6 de janeiro de 2011, foi anunciado que Carter Burwell, compositor da trilha sonora score do primeiro filme da série, iria retornar à franquia para trabalhar em ambas as partes de Amanhecer. A trilha sonora da primeira parte de Amanhecer teve sua lista de faixas divulgada em 26 de setembro de 2011 e foi lançada oficialmente em 08 de novembro de 2011.

### Vazamentos
Quando as filmagens começaram em 7 de novembro de 2010, no bairro da Lapa e em Paraty, no Rio de Janeiro, um vazamento contendo um conjunto de fotos e vídeos footage apareceram na internet. A produtora Summit Entertainment respondeu ao vazamento, removendo as fotos e os vídeos do YouTube, fansites e sites de fofoca. Em 13 de janeiro de 2011, um still de Kristen Stewart e Robert Pattinson em uma das cenas da lua-de-mel dos protagonistas, que seria publicado em um artigo da Entertainment Weekly, vazou online antes do lançamento oficial da revista. Em 31 de março e 1 de abril de 2011, um vídeo de 14 segundos e muitas fotos de baixa qualidade caíram na internet, resultando em uma reação entusiasmada de fãs e especulações de que o filme não seria capaz de manter uma avaliação PG-13. Em Junho de 2010 vazaram cerca de 20 fotos do filme, sendo 3 delas, do photoshoot promocional da Parte II.
A produtora do filme, a Summit Entertainment divulgou uma declaração oficial em resposta ao vazamento, dizendo:
| “ | Como alguns de vocês devem saber, fotos e captura de telas de The Twilight Saga: Breaking Dawn vazaram na internet. Estamos muito orgulhosos deste filme e também extremamente desolados por vê-lo exposto nesta fase. O filme e estas imagens ainda não estão prontos ou em seu próprio contexto. Elas foram obtidas ilegalmente e sua divulgação antecipada é profundamente perturbadora para os atores, os realizadores e a Summit, que estão trabalhando arduamente para trazer esses filmes realizados para você em novembro de 2011 e novembro de 2012. Por favor, para aqueles que estão postando, parem. E, por favor, embora a tentação seja grande, não exiba ou transmita essas imagens. Aguarde o filme em sua bela totalidade concluída para lhes impressionar. | ” |

### Divulgação

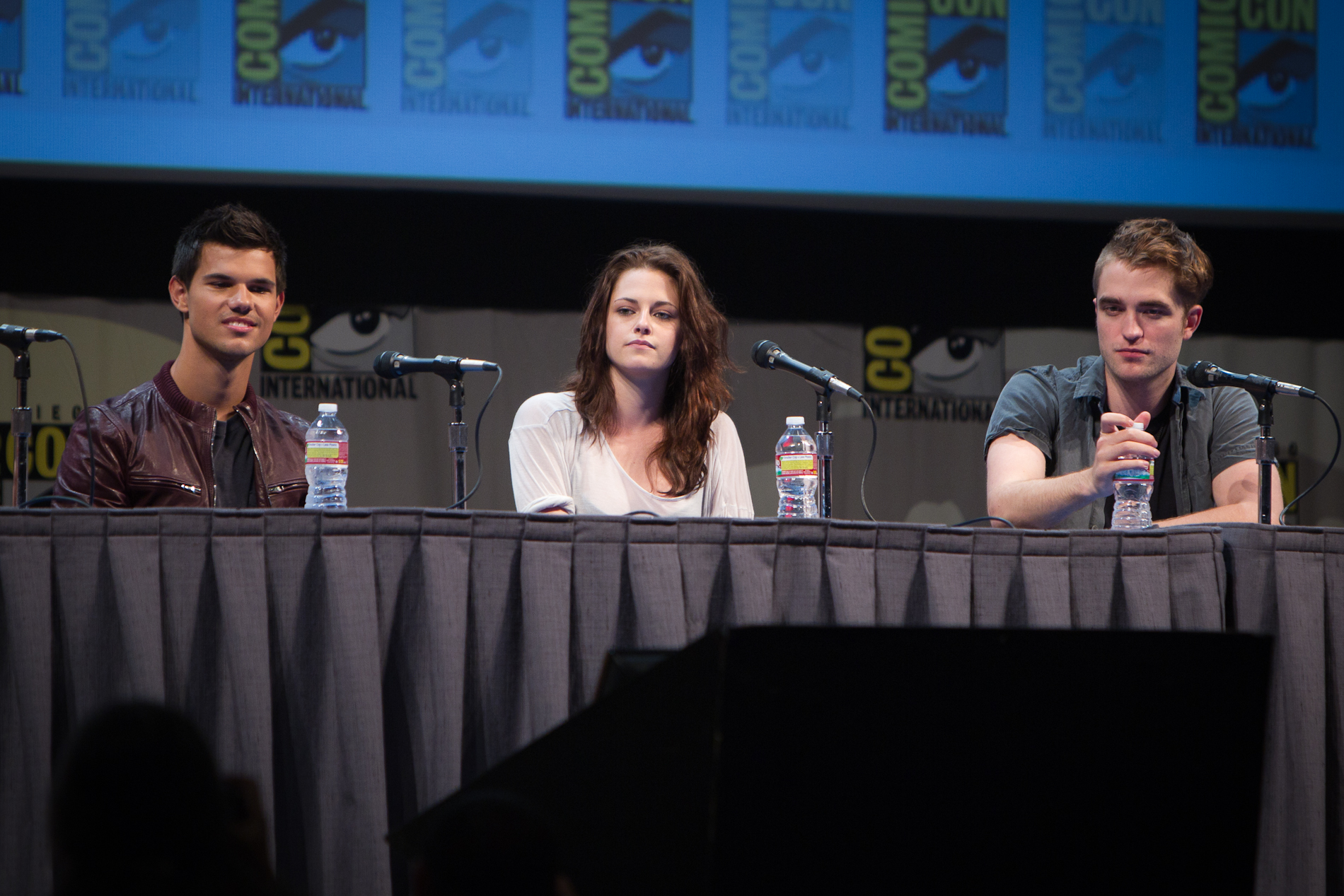
(Da Esquerda para a direita) Taylor, Kristen e Robert na Comic-Con 2011 para divulgar o filme.

Em novembro de 2010, foi divulgada a primeira imagem oficial de Amanhecer. A fotografia, na realidade um still, é apenas um vislumbre de uma das cenas da lua-de-mel do casal protagonista, e foi liberada pelo diretor do filme no twitter em comemoração ao Dia de Ação de Graças. O diretor Bill Condon repetiu o ato em dezembro de 2010, por ocasião das festas de fim de ano, lançando uma imagem da casa dos Swan com decorações natalinas. O logotipo oficial da primeira parte foi divulgado em 21 de janeiro de 2011, enquanto o primeiro conjunto de fotografias oficiais de ambas as partes foi publicado em uma matéria a 28 de abril pela revista Entertainment Weekly em duas edições físicas com capas distintas, ambas contendo entrevistas com atores e com o diretor.
Em 16 de abril de 2011, o Sérgio de Sá Leitão, presidente da co-produtora RioFilme, anunciou via Twitter que a première de Amanhecer ocorreria no Brasil, com detalhes a serem definidos, e adicionou que o primeiro trailer da Parte I seria divulgado no dia 5 de junho, durante o MTV Movie Awards; a informação foi confirmada posteriormente pela MTV. O trailer vazou na internet horas antes, mas, ainda assim, foi exibido durante a premiação.
Em 24 de maio foi liberado o primeiro teaser pôster de Amanhecer - uma imagem que não mostrava nenhum membro do elenco, apenas o nascer do sol. Em 4 de junho de 2011 o slogan da Parte I foi divulgado no site oficial do filme: "Forever is only beginning", ou "a eternidade é apenas o começo", em tradução livre. Pouco depois, a produtora Summit Entertainment anunciou que o painel de Amanhecer: Parte I na Comic-Con de San Diego da Califórnia para promoção do longa-metragem aconteceria no dia 21 de julho de 2011; a convenção teve a participação de Bill Condon e de grande parte do elenco do filme. Posteriormente, um cartaz divulgado na feira foi liberado como primeiro pôster promocional oficial do filme.
Em 26 de março de 2012, foi divulgado o teaser da parte 2, no qual vemos Edward Cullen, Jacob Black e a Bella Swan-Cullen como vampira. Dias antes foi divulgado uma prévia do trailer exibido.

## Recepção

### Crítica
A primeira parte do filme foi recebida com resenhas geralmente negativas dos críticos especializados. O Rotten Tomatoes calculou uma média de 27% de aprovação, baseado em 172 resenhas recolhidas, das quais 125 foram consideradas negativas e 47, positivas; segundo a página, o consenso é que, "devagar, triste e cheio de momentos de humor não-intencional, Breaking Dawn Part 1 talvez satisfaça aos fãs da série, mas apenas a eles". Apesar disso, 72% dos usuários que avaliaram o filme o aprovaram. Recebeu várias indicações ao Framboesa de Ouro de 2012, inclusive na categoria de Pior Filme.

### Bilheteria
O filme Breaking Dawn - Part 1 arrecadou 30,3 milhões de dólares em suas sessões de meia-noite, valor superado apenas por Harry Potter and the Deathly Hallows: Part 2 (US$47,5 milhões). Em seu final de semana de estreia, acumulou US$ 139,5 milhões, com uma média de US$ 34 mil por sala de cinema, ficando atrás na franquia apenas dos US$ 142,8 milhões arrecadados pelo filme "Lua Nova" (2009).